# EHF Champions League der Frauen 2010/11
An der EHF Champions League 2010/11 nahmen insgesamt 30 Handball-Vereinsmannschaften teil, die sich in der vorangegangenen Saison in ihren Heimatländern für den Wettbewerb qualifiziert hatten. Es war die 51. Austragung der EHF Champions League bzw. des Europapokals der Landesmeister. Die Pokalspiele begannen am 3. September 2010, das Rückrundenfinale fand am 15. Mai 2011 statt. Titelverteidiger war der dänische Verein Viborg HK. Mit Larvik HK gewann erstmals eine norwegische Mannschaft den Titel.

## Modus
Qualifikation 1

Die Qualifikation 1 wurde im Rahmen eines Turnieres ausgetragen. Eine Gruppe à vier Teams, wobei jedes Team in einer Gruppe einmal gegen jedes andere Team spielte. In der Gruppe qualifizierten sich die Erst- und Zweitplatzierte Mannschaft für die Qualifikation 2. Die beiden ausgeschiedenen Teams zogen in die 2. Runde des EHF-Pokal ein.

Qualifikation 2

Die Qualifikation 2 wurde im Rahmen mehrerer Turniere ausgetragen. Vier Gruppen à vier Teams, wobei jedes Team in einer Gruppe einmal gegen jedes andere Team spielte. Pro Gruppe qualifizierte sich das beste Team für die Gruppenphase. Die ausscheidenden zwölf Teams zogenn in die 3. Runde des EHF-Pokal ein.
Gruppenphase

Es gab vier Gruppen mit je vier Mannschaften. In einer Gruppe spielte jeder gegen jeden ein Hin- und Rückspiel; die jeweils zwei Gruppenbesten erreichten die Hauptrunde.
Hauptrunde

Es gab zwei Gruppen mit je vier Mannschaften. In einer Gruppe spielte jeder gegen jeden ein Hin- und Rückspiel; die jeweils zwei Gruppenbesten erreichten das Halbfinale.
K.o.-Runden

Das Halbfinale und Finale wurde im K.-o.-System mit Hin- und Rückspiel gespielt.

## Qualifikation 1
Die Auslosung der Qualifikation 1 fand am 13. Juli 2010 um 11:00 Uhr (UTC+2) in Wien statt.

Es nahmen die 4 Mannschaften, die sich vorher für den Wettbewerb qualifiziert hatten, teil.

### Qualifizierte Teams
- Gil Eanes/Lagos D. (1. Portugiesische Liga)
- LK ZUG Handball (1. Schweizer Liga)
- T+A/VOC Amsterdam (1. Niederländische Liga)
- IK Sävehof (1. Schwedische Liga)

### Entscheidungen
|  | Teilnahme an der Qualifikation 2           |
|  | Teilnahme am EHF-Pokal 2. Runde der Frauen |

### Gruppe A
Das Turnier der Gruppe A fand vom 3. September bis zum 5. September in der Partillebohallen in Göteborg statt.

Der Tabellenerste qualifizierte sich für die Gruppe 3 und der Gruppenzweite für die Gruppe 2 in der Qualifikation 2. Die anderen zwei nahmen an der 2. Runde im EHF-Pokal teil.
| Pl. | Mannschaft         | Sp. | S | U | N | T   | GT  | Diff | Pkt |
| --- | ------------------ | --- | - | - | - | --- | --- | ---- | --- |
| 1.  | IK Sävehof         | 3   | 3 | 0 | 0 | 102 | 056 | + 46 | 6   |
| 2.  | T+A/VOC Amsterdam  | 3   | 2 | 0 | 1 | 088 | 092 | − 04 | 4   |
| 3.  | Gil Eanes/Lagos D. | 3   | 1 | 0 | 2 | 086 | 085 | + 01 | 2   |
| 4.  | LK ZUG Handball    | 3   | 0 | 0 | 3 | 058 | 101 | − 43 | 0   |

| 3. September 2010, Fr. 17:30 Uhr in Göteborg, Partillebohallen | 100 Zuschauer Spielbericht | Gil Eanes/Lagos D. Seabra 9  | 33 : 35 (12 : 20) | T+A/VOC Amsterdam 6 Abdoelhafiezkhan |
| 3. September 2010, Fr. 19:30 Uhr in Göteborg, Partillebohallen | 550 Zuschauer Spielbericht | LK ZUG Handball Schwander 4  | 12 : 39 (04 : 20) | IK Sävehof 5 Gulldén                 |
| 4. September 2010, Sa. 15:00 Uhr in Göteborg, Partillebohallen | 250 Zuschauer Spielbericht | IK Sävehof Fogelström 5      | 30 : 21 (18 : 07) | Gil Eanes/Lagos D. 9 Afonseca        |
| 4. September 2010, Sa. 17:00 Uhr in Göteborg, Partillebohallen | 50 Zuschauer Spielbericht  | T+A/VOC Amsterdam Bont 6     | 30 : 26 (19 : 13) | LK ZUG Handball 5 Cavallari          |
| 5. September 2010, So. 12:00 Uhr in Göteborg, Partillebohallen | 50 Zuschauer Spielbericht  | Gil Eanes/Lagos D. Pina 9    | 32 : 20 (15 : 08) | LK ZUG Handball 5 Stücheli           |
| 5. September 2010, So. 14:00 Uhr in Göteborg, Partillebohallen | 400 Zuschauer Spielbericht | T+A/VOC Amsterdam Helgesen 5 | 23 : 33 (11 : 16) | IK Sävehof 6 Gulldén                 |

## Qualifikation 2
Die Auslosung der Qualifikation 2 fand am 13. Juli 2010 um 11:00 Uhr (UTC+2) in Wien statt.

Es nahmen der erst- und zweitplatzierte aus der Qualifikation 1 und die 14 die sich vorher für den Wettbewerb qualifiziert hatten, teil.

### Qualifizierte Teams
| Topf 1: - Randers HK (2. Dänische Liga) - DVSC-Korvex (2. Ungarische Liga) - "U" Jolidon Cluj Napoca (2. Rumänische Liga) - Swesda (2. Russische Liga) | Topf 2: - Byåsen IL (2. Norwegische Liga) - TSV Bayer 04 Leverkusen (2. Deutsche Liga) - BM. Elda Prestigio (2. Spanische Liga) - KIF Vejen (3. Dänische Liga) |

| Topf 3: - HC Metalurg Skopje (1. Mazedonische Liga) - SPR Lublin SSA (1. Polnische Liga) - HC "Smart" (1. Ukrainische Liga) - A.C. Ormi.Loux Patras (1. Griechische Liga) | Topf 4: - Maliye milli Piyango SK (1. Türkische Liga) - RK Zajecar (1. Serbische Liga) - IK Sävehof (1. Qualifikation 1) - T+A/VOC Amsterdam (2. Qualifikation 1) |

### Gruppen
| Gruppe 1 Randers HK TSV Bayer 04 Leverkusen HC "Smart" Maliye milli Piyango SK | Gruppe 2 Swesda BM. Elda Prestigio A.C. Ormi.Loux Patras T+A/VOC Amsterdam | Gruppe 3 "U" Jolidon Cluj Napoca Byåsen IL HC Metalurg Skopje IK Sävehof | Gruppe 4 DVSC-Korvex KIF Vejen SPR Lublin SSA RK Zajecar |

### Entscheidungen
|  | Teilnahme an der Gruppenphase              |
|  | Teilnahme am EHF-Pokal 3. Runde der Frauen |

### Gruppe 1
Das Turnier der Gruppe 1 fand vom 17. September bis zum 19. September in der elro arena in Randers statt.

Der Tabellenerste qualifizierte sich für die Gruppe 3 in der Gruppenphase. Die anderen drei nahmen an der 3. Runde im EHF-Pokal teil.
| Pl. | Mannschaft              | Sp. | S | U | N | T  | GT | Diff | Pkt |
| --- | ----------------------- | --- | - | - | - | -- | -- | ---- | --- |
| 1.  | Randers HK              | 3   | 3 | 0 | 0 | 90 | 48 | + 42 | 6   |
| 2.  | TSV Bayer 04 Leverkusen | 3   | 2 | 0 | 1 | 64 | 64 | ± 0  | 4   |
| 3.  | HK Sparta               | 3   | 1 | 0 | 2 | 69 | 78 | − 09 | 2   |
| 4.  | Maliye milli Piyango SK | 3   | 0 | 0 | 3 | 60 | 93 | − 33 | 0   |

| 17. September 2010, Fr. 18:00 Uhr in Randers, elro arena | 1.000 Zuschauer Spielbericht | Randers HK Augustesen 8           | 32 : 19 (17 : 08) | HK Sparta 8 Manaharova            |
| 17. September 2010, Fr. 20:00 Uhr in Randers, elro arena | 200 Zuschauer Spielbericht   | TSV Bayer 04 Leverkusen Loerper 6 | 28 : 21 (14 : 09) | Maliye milli Piyango SK 7 Üstün   |
| 18. September 2010, Sa. 14:00 Uhr in Randers, elro arena | 800 Zuschauer Spielbericht   | Maliye milli Piyango SK Freser 6  | 14 : 35 (06 : 17) | Randers HK 6 Augustesen           |
| 18. September 2010, Sa. 16:00 Uhr in Randers, elro arena | 200 Zuschauer Spielbericht   | HK Sparta Manaharova 5            | 20 : 21 (08 : 10) | TSV Bayer 04 Leverkusen 10 Zapf   |
| 19. September 2010, So. 14:00 Uhr in Randers, elro arena | 1.200 Zuschauer Spielbericht | Randers HK Augustesen 8           | 23 : 15 (12 : 04) | TSV Bayer 04 Leverkusen 4 Loerper |
| 19. September 2010, So. 16:00 Uhr in Randers, elro arena | 100 Zuschauer Spielbericht   | HK Sparta Tsybulenko 10           | 30 : 25 (16 : 11) | Maliye milli Piyango SK 6 Üstün   |

### Gruppe 2
Das Turnier der Gruppe 2 fand vom 17. September bis zum 19. September in der PEAK Olympionikis D.Tofalos in Patras statt.

Der Tabellenerste qualifizierte sich für die Gruppe 4 in der Gruppenphase. Die anderen drei nahmen an der 3. Runde im EHF-Pokal teil.
| Pl. | Mannschaft            | Sp. | S | U | N | T  | GT  | Diff | Pkt |
| --- | --------------------- | --- | - | - | - | -- | --- | ---- | --- |
| 1.  | Swesda                | 3   | 3 | 0 | 0 | 95 | 064 | + 31 | 6   |
| 2.  | T+A/VOC Amsterdam     | 3   | 2 | 0 | 1 | 88 | 068 | + 20 | 4   |
| 3.  | BM. Elda Prestigio    | 3   | 1 | 0 | 2 | 82 | 080 | + 02 | 2   |
| 4.  | A.C. Ormi.Loux Patras | 3   | 0 | 0 | 3 | 53 | 106 | − 53 | 0   |

| 17. September 2010, Fr. 17:00 Uhr in Patras, PEAK Olympionikis D.Tofalos | 100 Zuschauer Spielbericht | BM. Elda Prestigio Rodrigues 11  | 23 : 27 (11 : 16) | T+A/VOC Amsterdam 7 Abdoelhafiezkhan  |
| 17. September 2010, Fr. 19:00 Uhr in Patras, PEAK Olympionikis D.Tofalos | 400 Zuschauer Spielbericht | Swesda Sen 7                     | 34 : 16 (14 : 07) | A.C. Ormi.Loux Patras 7 Niparaviciene |
| 18. September 2010, Sa. 17:00 Uhr in Patras, PEAK Olympionikis D.Tofalos | 200 Zuschauer Spielbericht | T+A/VOC Amsterdam Hofmann 11     | 23 : 28 (13 : 12) | Swesda 6 Sen                          |
| 18. September 2010, Sa. 19:00 Uhr in Patras, PEAK Olympionikis D.Tofalos | 300 Zuschauer Spielbericht | A.C. Ormi.Loux Patras Strataki 7 | 20 : 34 (09 : 19) | BM. Elda Prestigio 8 Rodrigues        |
| 19. September 2010, So. 15:30 Uhr in Patras, PEAK Olympionikis D.Tofalos | 200 Zuschauer Spielbericht | Swesda Kusnezowa 5               | 33 : 25 (17 : 12) | BM. Elda Prestigio 7 Popovic          |
| 19. September 2010, So. 17:30 Uhr in Patras, PEAK Olympionikis D.Tofalos | 300 Zuschauer Spielbericht | A.C. Ormi.Loux Patras Strataki 5 | 17 : 38 (09 : 22) | T+A/VOC Amsterdam 6 Helgesen          |

### Gruppe 3
Das Turnier der Gruppe 3 fand vom 17. September bis zum 19. September in der Sportska Sala "Avtokomanda" in Skopje statt.

Der Tabellenerste qualifizierte sich für die Gruppe 1 in der Gruppenphase. Die anderen drei nahmen an der 3. Runde im EHF-Pokal teil.
| Pl. | Mannschaft              | Sp. | S | U | N | T  | GT | Diff | Pkt |
| --- | ----------------------- | --- | - | - | - | -- | -- | ---- | --- |
| 1.  | IK Sävehof              | 3   | 3 | 0 | 0 | 94 | 70 | + 24 | 6   |
| 2.  | Byåsen IL               | 3   | 2 | 0 | 1 | 85 | 78 | + 07 | 4   |
| 3.  | "U" Jolidon Cluj Napoca | 3   | 1 | 0 | 2 | 75 | 90 | − 15 | 2   |
| 4.  | HC Metalurg Skopje      | 3   | 0 | 0 | 3 | 67 | 83 | − 16 | 0   |

| 17. September 2010, Fr. 17:00 Uhr in Skopje, Sportska Sala "Avtokomanda" | 800 Zuschauer Spielbericht | "U" Jolidon Cluj Napoca Dinca 6   | 29 : 24 (15 : 12) | HC Metalurg Skopje 5 Bajramoska   |
| 17. September 2010, Fr. 19:30 Uhr in Skopje, Sportska Sala "Avtokomanda" | 400 Zuschauer Spielbericht | Byåsen IL Alstad 5                | 26 : 33 (11 : 16) | IK Sävehof 8 Helleberg            |
| 18. September 2010, Sa. 16:30 Uhr in Skopje, Sportska Sala "Avtokomanda" | 400 Zuschauer Spielbericht | IK Sävehof Roberts 7              | 33 : 21 (14 : 11) | "U" Jolidon Cluj Napoca 7 Tivadar |
| 18. September 2010, Sa. 19:00 Uhr in Skopje, Sportska Sala "Avtokomanda" | 500 Zuschauer Spielbericht | HC Metalurg Skopje Bajramoska 8   | 20 : 26 (10 : 14) | Byåsen IL 7 Herrem                |
| 19. September 2010, So. 16:30 Uhr in Skopje, Sportska Sala "Avtokomanda" | 200 Zuschauer Spielbericht | "U" Jolidon Cluj Napoca Vintila 6 | 25 : 33 (16 : 13) | Byåsen IL 7 Molid                 |
| 19. September 2010, So. 19:00 Uhr in Skopje, Sportska Sala "Avtokomanda" | 500 Zuschauer Spielbericht | HC Metalurg Skopje Bajramoska 10  | 23 : 28 (12 : 11) | IK Sävehof 5 Fogelström           |

### Gruppe 4
Das Turnier der Gruppe 4 fand vom 17. September bis zum 19. September in der Globus Hall in Lublin statt.

Der Tabellenerste qualifizierte sich für die Gruppe 2 in der Gruppenphase. Die anderen drei nahmen an der 3. Runde im EHF-Pokal teil.
| Pl. | Mannschaft     | Sp. | S | U | N | T  | GT | Diff | Pkt |
| --- | -------------- | --- | - | - | - | -- | -- | ---- | --- |
| 1.  | DVSC-Korvex    | 3   | 3 | 0 | 0 | 85 | 70 | + 15 | 6   |
| 2.  | RK Zajecar     | 3   | 2 | 0 | 1 | 88 | 85 | + 03 | 4   |
| 3.  | KIF Vejen      | 3   | 1 | 0 | 2 | 85 | 90 | − 05 | 2   |
| 4.  | SPR Lublin SSA | 3   | 0 | 0 | 3 | 86 | 99 | − 13 | 0   |

| 17. September 2010, Fr. 17:30 Uhr in Lublin, Globus Hall | 1.800 Zuschauer Spielbericht | DVSC-Korvex Bulath 7        | 29 : 26 (13 : 14) | SPR Lublin SSA 6 Wojtas  |
| 17. September 2010, Fr. 20:00 Uhr in Lublin, Globus Hall | 500 Zuschauer Spielbericht   | KIF Vejen Bjørndalen 8      | 29 : 30 (13 : 17) | RK Zajecar 9 Bartosic    |
| 18. September 2010, Sa. 16:00 Uhr in Lublin, Globus Hall | 100 Zuschauer Spielbericht   | RK Zajecar Damnjanović 9    | 24 : 25 (14 : 14) | DVSC-Korvex 7 Bognar     |
| 18. September 2010, Sa. 18:30 Uhr in Lublin, Globus Hall | 500 Zuschauer Spielbericht   | SPR Lublin SSA Repelewska 9 | 29 : 36 (16 : 18) | KIF Vejen 7 Bjørndalen   |
| 19. September 2010, So. 15:30 Uhr in Lublin, Globus Hall | 600 Zuschauer Spielbericht   | DVSC-Korvex Sopronyi 6      | 31 : 20 (16 : 09) | KIF Vejen 3 Andersen     |
| 19. September 2010, So. 18:00 Uhr in Lublin, Globus Hall | 900 Zuschauer Spielbericht   | SPR Lublin SSA Repelewska 6 | 31 : 34 (17 : 18) | RK Zajecar 7 Damnjanović |

## Gruppenphase
Die Auslosung der Gruppenphase fand am 13. Juli 2010 um 11:00 Uhr (UTC+2) in Wien statt.

Es nahmen die 4 Erstplatzierten aus der Qualifikation 2 und die 12, die sich vorher für den Wettbewerb qualifiziert hatten, teil.

### Qualifizierte Teams
| Topf 1: - Viborg HK (1. Dänische Liga) - Győri AUDI ETO KC (1. Ungarische Liga) - Hypo Niederösterreich (1. Österreichische Liga) - CS Oltchim Râmnicu Vâlcea (1. Rumänische Liga) | Topf 2: - Dinamo Volgograd (1. Russische Liga) - Larvik (1. Norwegische Liga) - RK Krim (1. Slowenische Liga) - HC Leipzig (1. Deutsche Liga) |

| Topf 3: - ŽRK Budućnost Podgorica (1. Montenegrinische Liga) - HC Podravka Vegeta (1. Kroatische Liga) - Toulon Saint Cyr Var HB (1. Französische Liga) - Itxako Reyno De Navarra (1. Spanische Liga) | Topf 4: - Randers HK (1. Gruppe 1 Qualifikation 2) - Swesda (1. Gruppe 2 Qualifikation 2) - IK Sävehof (1. Gruppe 3 Qualifikation 2) - DVSC-Korvex (1. Gruppe 4 Qualifikation 2) |

### Gruppen
| Gruppe 1 Viborg HK GK Dynamo Wolgograd ŽRK Budućnost Podgorica IK Sävehof | Gruppe 2 Hypo Niederösterreich HC Leipzig Itxako Reyno De Navarra DVSC-Korvex | Gruppe 3 CS Oltchim Râmnicu Vâlcea Larvik Toulon Saint-Cyr Var HB Randers HK | Gruppe 4 Győri ETO KC RK Krim HC Podravka Vegeta Swesda |

### Entscheidungen
|  | Teilnahme an der Hauptrunde |

### Gruppe 1
| Pl. | Mannschaft              | Sp. | S | U | N | T   | GT  | Diff | Pkt |
| --- | ----------------------- | --- | - | - | - | --- | --- | ---- | --- |
| 1.  | ŽRK Budućnost Podgorica | 6   | 6 | 0 | 0 | 193 | 148 | + 45 | 12  |
| 2.  | Dinamo Volgograd        | 6   | 3 | 0 | 3 | 191 | 186 | + 05 | 06  |
| 3.  | Viborg HK               | 6   | 3 | 0 | 3 | 192 | 193 | − 01 | 06  |
| 4.  | IK Sävehof              | 6   | 0 | 0 | 6 | 163 | 212 | − 49 | 0   |

| 9. Oktober 2010, Sa. 20:45 Uhr in Podgorica, S.C. Moraca            | 5.000 Zuschauer Spielbericht | ŽRK Budućnost Podgorica Popović 11  | 29 : 22 (15 : 11) | Dinamo Volgograd 5 Chmyrowa          |
| 10. Oktober 2010, So. 14:00 Uhr in Göteborg, Partillebohallen       | 2.000 Zuschauer Spielbericht | IK Sävehof 7 Gulldén                | 24 : 37 (13 : 19) | Viborg HK 7 Vărzaru                  |
| 17. Oktober 2010, So. 14:00 Uhr in Wolgograd, Sport hall Volgograd  | 1.400 Zuschauer Spielbericht | Dinamo Volgograd Chmyrowa 10        | 37 : 26 (23 : 12) | IK Sävehof 5 Wikensten               |
| 17. Oktober 2010, So. 14:25 Uhr in Viborg, Viborg Stadionhal        | 2.000 Zuschauer Spielbericht | Viborg HK Mikkelsen 8               | 25 : 34 (16 : 18) | ŽRK Budućnost Podgorica 12 Bulatović |
| 24. Oktober 2010, So. 13:20 Uhr in Göteborg, Partillebohallen       | 900 Zuschauer Spielbericht   | IK Sävehof Helleberg 8              | 24 : 33 (13 : 16) | ŽRK Budućnost Podgorica 7 Bulatović  |
| 24. Oktober 2010, So. 14:00 Uhr in Wolgograd, Sport hall Volgograd  | 1.500 Zuschauer Spielbericht | Dinamo Volgograd Kotschetowa 17     | 41 : 33 (20 : 15) | Viborg HK 7 Jurack                   |
| 7. November 2010, So. 14:20 Uhr in Göteborg, Partillebohallen       | 600 Zuschauer Spielbericht   | IK Sävehof Odén 7                   | 30 : 35 (17 : 16) | Dinamo Volgograd 10 Iatsenko         |
| 7. November 2010, So. 19:30 Uhr in Podgorica, S.C. Moraca           | 4.500 Zuschauer Spielbericht | ŽRK Budućnost Podgorica Bulatović 6 | 32 : 24 (16 : 17) | Viborg HK 5 Chebbah                  |
| 14. November 2010, So. 14:00 Uhr in Wolgograd, Sport hall Volgograd | 1.500 Zuschauer Spielbericht | Dinamo Volgograd Lewina 8           | 27 : 32 (14 : 15) | ŽRK Budućnost Podgorica 9 Bulatović  |
| 14. November 2010, So. 15:50 Uhr in Viborg, Viborg Stadionhal       | 1.400 Zuschauer Spielbericht | Viborg HK Chebbah 8                 | 37 : 33 (23 : 16) | IK Sävehof 10 Gulldén                |
| 21. November 2010, So. 14:25 Uhr in Viborg, Viborg Stadionhal       | 2.700 Zuschauer Spielbericht | Viborg HK Jurack 17                 | 36 : 29 (14 : 17) | Dinamo Volgograd 12 Lambevska        |
| 21. November 2010, So. 19:30 Uhr in Podgorica, S.C. Moraca          | 2.000 Zuschauer Spielbericht | ŽRK Budućnost Podgorica Radičević 9 | 33 : 26 (16 : 14) | IK Sävehof 6 Fogelström              |

### Gruppe 2
| Pl. | Mannschaft              | Sp. | S | U | N | T   | GT  | Diff | Pkt |
| --- | ----------------------- | --- | - | - | - | --- | --- | ---- | --- |
| 1.  | Itxako Reyno De Navarra | 6   | 5 | 0 | 1 | 178 | 142 | + 36 | 10  |
| 2.  | HC Leipzig              | 6   | 4 | 0 | 2 | 148 | 146 | + 02 | 08  |
| 3.  | Hypo Niederösterreich   | 6   | 2 | 0 | 4 | 137 | 147 | − 10 | 04  |
| 4.  | DVSC-Korvex             | 6   | 1 | 0 | 5 | 143 | 171 | − 28 | 02  |

| 9. Oktober 2010, Sa. 19:00 Uhr in Estella, Pab.M. Tierra Estella-Lizarreria   | 1.400 Zuschauer Spielbericht | Itxako Reyno De Navarra Alonso 4       | 23 : 24 (12 : 14) | HC Leipzig 10 Kudłacz                    |
| 9. Oktober 2010, Sa. 20:25 Uhr in Debrecen, Fönix Csarnok                     | 4.500 Zuschauer Spielbericht | DVSC-Korvex Bogdanovic 4               | 22 : 21 (13 : 07) | Hypo Niederösterreich 8 Nascimento       |
| 13. Oktober 2010, Mi. 19:30 Uhr in Leipzig, Arena Leipzig                     | 2.800 Zuschauer Spielbericht | HC Leipzig Rösler 7                    | 31 : 25 (16 : 11) | DVSC-Korvex 7 Csaki                      |
| 16. Oktober 2010, Sa. 20:15 Uhr in Maria Enzersdorf, BSFZ Südstadt            | 800 Zuschauer Spielbericht   | Hypo Niederösterreich Nascimento 7     | 19 : 30 (12 : 13) | Itxako Reyno De Navarra 7 Cabral Barbosa |
| 23. Oktober 2010, Sa. 15:00 Uhr in Leipzig, Arena Leipzig                     | 3.000 Zuschauer Spielbericht | HC Leipzig Lyksborg 5                  | 23 : 28 (12 : 15) | Hypo Niederösterreich 12 Rotis-Nagy      |
| 24. Oktober 2010, So. 15:00 Uhr in Debrecen, Fönix Csarnok                    | 1.600 Zuschauer Spielbericht | DVSC-Korvex Sopronyi 9                 | 27 : 32 (15 : 19) | Itxako Reyno De Navarra 9 Cabral Barbosa |
| 6. November 2010, Sa. 19:00 Uhr in Estella, Pab.M. Tierra Estella-Lizarreria  | 1.200 Zuschauer Spielbericht | Itxako Reyno De Navarra Aguilar Díaz 5 | 23 : 21 (11 : 07) | Hypo Niederösterreich 6 Nascimento       |
| 7. November 2010, So. 16:30 Uhr in Debrecen, Fönix Csarnok                    | 1.600 Zuschauer Spielbericht | DVSC-Korvex Sopronyi 6                 | 19 : 20 (08 : 11) | HC Leipzig 7 Kudłacz                     |
| 13. November 2010, Sa. 20:15 Uhr in Maria Enzersdorf, BSFZ Südstadt           | 1.000 Zuschauer Spielbericht | Hypo Niederösterreich Nascimento 7     | 28 : 26 (15 : 14) | DVSC-Korvex 8 Bognar                     |
| 14. November 2010, So. 15:00 Uhr in Leipzig, Arena Leipzig                    | 3.200 Zuschauer Spielbericht | HC Leipzig Kudłacz 9                   | 27 : 31 (16 : 20) | Itxako Reyno De Navarra 6 Aguilar Díaz   |
| 20. November 2010, Sa. 19:00 Uhr in Estella, Pab.M. Tierra Estella-Lizarreria | 1.000 Zuschauer Spielbericht | Itxako Reyno De Navarra Pena 6         | 39 : 24 (20 : 14) | DVSC-Korvex 7 Bulath                     |
| 20. November 2010, Sa. 20:15 Uhr in Maria Enzersdorf, BSFZ Südstadt           | 1.200 Zuschauer Spielbericht | Hypo Niederösterreich Nascimento 5     | 20 : 23 (12 : 11) | HC Leipzig 7 Ulbricht                    |

### Gruppe 3
| Pl. | Mannschaft                | Sp. | S | U | N | T   | GT  | Diff | Pkt |
| --- | ------------------------- | --- | - | - | - | --- | --- | ---- | --- |
| 1.  | Larvik                    | 6   | 5 | 0 | 1 | 202 | 157 | + 45 | 10  |
| 2.  | C.S. "Oltchim" Rm. Vâlcea | 6   | 4 | 0 | 2 | 169 | 152 | + 17 | 08  |
| 3.  | Toulon Saint Cyr Var HB   | 6   | 2 | 0 | 4 | 148 | 171 | − 23 | 04  |
| 4.  | Randers HK                | 6   | 1 | 0 | 5 | 136 | 175 | − 39 | 02  |

| 9. Oktober 2010, Sa. 14:30 Uhr in Randers, Elro Arena Randers           | 1.200 Zuschauer Spielbericht | Randers HK Dalby 10                       | 27 : 23 (14 : 12) | C.S. "Oltchim" Rm. Vâlcea 8 Han           |
| 10. Oktober 2010, So. 16:00 Uhr in Toulon, Palais des Sports de Toulon  | 2.100 Zuschauer Spielbericht | Toulon Saint Cyr Var HB Tuvene 8          | 28 : 31 (12 : 16) | Larvik 7 Løke                             |
| 16. Oktober 2010, Sa. 17:45 Uhr in Larvik, Arena Larvik                 | 1.800 Zuschauer Spielbericht | Larvik Løke 10                            | 33 : 19 (18 : 08) | Randers HK 5 Dalby                        |
| 17. Oktober 2010, So. 18:00 Uhr in Râmnicu Vâlcea, "Traian" Sport Hall  | 1.600 Zuschauer Spielbericht | C.S. "Oltchim" Rm. Vâlcea Ardean Elisei 7 | 28 : 19 (15 : 09) | Toulon Saint Cyr Var HB 5 Mwasesa         |
| 23. Oktober 2010, Sa. 14:30 Uhr in Randers, Elro Arena Randers          | 1.400 Zuschauer Spielbericht | Randers HK Wörz 6                         | 25 : 29 (12 : 16) | Toulon Saint Cyr Var HB 9 Mwasesa         |
| 23. Oktober 2010, Sa. 17:15 Uhr in Larvik, Arena Larvik                 | 2.800 Zuschauer Spielbericht | Larvik N. Mørk 9                          | 34 : 31 (17 : 18) | C.S. "Oltchim" Rm. Vâlcea 7 Farcău        |
| 7. November 2010, So. 14:00 Uhr in Randers, Elro Arena Randers          | 2.100 Zuschauer Spielbericht | Randers HK Aaen 5                         | 20 : 38 (13 : 20) | Larvik 8 Riegelhuth                       |
| 7. November 2010, So. 17:00 Uhr in Toulon, Palais des Sports de Toulon  | 2.400 Zuschauer Spielbericht | Toulon Saint Cyr Var HB Mwasesa 10        | 22 : 26 (13 : 13) | C.S. "Oltchim" Rm. Vâlcea 5 Ardean Elisei |
| 13. November 2010, Sa. 17:15 Uhr in Larvik, Arena Larvik                | 2.500 Zuschauer Spielbericht | Larvik Løke 12                            | 38 : 26 (23 : 13) | Toulon Saint Cyr Var HB 7 Tuvene          |
| 14. November 2010, So. 18:00 Uhr in Râmnicu Vâlcea, "Traian" Sport Hall | 1.900 Zuschauer Spielbericht | C.S. "Oltchim" Rm. Vâlcea Stanca 8        | 28 : 22 (12 : 09) | Randers HK 4 Katrine Fruelund             |
| 21. November 2010, So. 18:00 Uhr in Râmnicu Vâlcea, "Traian" Sport Hall | 1.900 Zuschauer Spielbericht | C.S. "Oltchim" Rm. Vâlcea Ardean Elisei 6 | 33 : 28 (18 : 13) | Larvik 6 Løke                             |
| 21. November 2010, So. 18:45 Uhr in Toulon, Palais des Sports de Toulon | 3.200 Zuschauer Spielbericht | Toulon Saint Cyr Var HB Gnabouyou 5       | 24 : 23 (16 : 10) | Randers HK 11 Dalby                       |

### Gruppe 4
| Pl. | Mannschaft         | Sp. | S | U | N | T   | GT  | Diff | Pkt |
| --- | ------------------ | --- | - | - | - | --- | --- | ---- | --- |
| 1.  | Győri AUDI ETO KC  | 6   | 5 | 0 | 1 | 183 | 153 | + 30 | 10  |
| 2.  | RK Krim            | 6   | 4 | 0 | 2 | 181 | 172 | + 09 | 08  |
| 3.  | Swesda             | 6   | 2 | 0 | 4 | 170 | 197 | − 27 | 04  |
| 4.  | HC Podravka Vegeta | 6   | 1 | 0 | 5 | 168 | 180 | − 12 | 02  |

| 10. Oktober 2010, So. 17:00 Uhr in Tschechow, Sport Hall "Olimpiyskiy"  | 1.500 Zuschauer Spielbericht | Swesda Kusnezowa 8            | 31 : 28 (17 : 14) | Győri AUDI ETO KC 9 Görbicz          |
| 10. Oktober 2010, So. 17:00 Uhr in Koprivnica, Sport Hall Fran Galovic  | 2.000 Zuschauer Spielbericht | HC Podravka Vegeta Pusić 6    | 30 : 35 (16 : 19) | RK Krim 7 Lekić                      |
| 16. Oktober 2010, Sa. 18:00 Uhr in Ljubljana, Hala Tivoli               | 3.200 Zuschauer Spielbericht | RK Krim Varlec 9              | 37 : 32 (17 : 17) | Swesda 8 Sen                         |
| 17. Oktober 2010, So. 15:25 Uhr in Győr, Magvassy Mihaly Sporthalle     | 2.000 Zuschauer Spielbericht | Győri AUDI ETO KC Gros 8      | 27 : 25 (18 : 15) | HC Podravka Vegeta 4 Milanovic Litre |
| 23. Oktober 2010, Sa. 18:30 Uhr in Ljubljana, Hala Tivoli               | 3.600 Zuschauer Spielbericht | RK Krim Lekić 10              | 30 : 34 (14 : 19) | Győri AUDI ETO KC 11 Görbicz         |
| 24. Oktober 2010, So. 16:00 Uhr in Tschechow, Sport Hall "Olimpiyskiy"  | 2.000 Zuschauer Spielbericht | Swesda Postnowa 7             | 29 : 26 (11 : 14) | HC Podravka Vegeta 6 Pasicnik        |
| 7. November 2010, So. 14:00 Uhr in Tschechow, Sport Hall "Olimpiyskiy"  | 1.000 Zuschauer Spielbericht | Swesda Kusnezowa 9            | 28 : 32 (07 : 19) | RK Krim 8 Lekić                      |
| 7. November 2010, So. 14:30 Uhr in Koprivnica, Sport Hall Fran Galovic  | 1.900 Zuschauer Spielbericht | HC Podravka Vegeta Pusic 8    | 24 : 35 (10 : 19) | Győri AUDI ETO KC 8 Görbicz          |
| 13. November 2010, Sa. 17:25 Uhr in Győr, Magvassy Mihaly Sporthalle    | 2.300 Zuschauer Spielbericht | Győri AUDI ETO KC Görbicz 7   | 33 : 22 (19 : 12) | Swesda 8 Sen                         |
| 13. November 2010, Sa. 18:15 Uhr in Ljubljana, Hala Tivoli              | 3.500 Zuschauer Spielbericht | RK Krim Penezic 5             | 26 : 22 (12 : 12) | HC Podravka Vegeta 5 Nikcevic        |
| 20. November 2010, Sa. 17:15 Uhr in Győr, Magvassy Mihaly Sporthalle    | 2.800 Zuschauer Spielbericht | Győri AUDI ETO KC Verten 6    | 26 : 21 (11 : 09) | RK Krim 5 Mavsar                     |
| 21. November 2010, So. 17:15 Uhr in Koprivnica, Sport Hall Fran Galovic | 2.000 Zuschauer Spielbericht | HC Podravka Vegeta Petkovic 9 | 41 : 28 (22 : 17) | Swesda 11 Wetkowa                    |

## Hauptrunde
Die Auslosung der Hauptrunde fand am 23. November 2010 um 11:00 Uhr (GMT+2) in Wien statt.

Es nahmen die acht Erst- und Zweitplatzierten aus der Gruppenphase teil.

### Qualifizierte Teams
| Gruppen 1. ŽRK Budućnost Podgorica Itxako Reyno De Navarra Larvik Győri AUDI ETO KC | Gruppen 2. Dinamo Volgograd HC Leipzig C.S. "Oltchim" Rm. Valcea RK Krim |

### Gruppen
| Gruppe A ŽRK Budućnost Podgorica Itxako Reyno De Navarra RK Krim CS Oltchim Râmnicu Vâlcea | Gruppe B Győri ETO KC Larvik HK HC Leipzig Dinamo Volgograd |

### Entscheidungen
|  | Teilnahme am Halbfinale |

### Gruppe A
| Pl. | Mannschaft                | Sp. | S | U | N | T   | GT  | Diff | Pkt |
| --- | ------------------------- | --- | - | - | - | --- | --- | ---- | --- |
| 1.  | ŽRK Budućnost Podgorica   | 6   | 4 | 0 | 2 | 180 | 160 | + 20 | 8   |
| 2.  | Itxako Reyno De Navarra   | 6   | 4 | 0 | 2 | 155 | 157 | − 02 | 8   |
| 3.  | RK Krim                   | 6   | 2 | 0 | 4 | 183 | 184 | − 01 | 4   |
| 4.  | C.S. "Oltchim" Rm. Valcea | 6   | 2 | 0 | 4 | 150 | 167 | − 17 | 4   |

| 4. Februar 2011, Fr. 20:15 Uhr in Ljubljana, Hala Tivoli                     | 3.300 Zuschauer Spielbericht | RK Krim Lekić 8                            | 30 : 26 (17 : 12) | Itxako Reyno De Navarra 6 Martín Berenguer  |
| 6. Februar 2011, So. 18:00 Uhr in Râmnicu Vâlcea, "Traian" Sport Hall        | 2.000 Zuschauer Spielbericht | C.S. "Oltchim" Rm. Valcea Ardean Elisei 8  | 21 : 20 (13 : 12) | ŽRK Budućnost Podgorica 5 Bulatović         |
| 12. Februar 2011, Sa. 19:00 Uhr in Estella, Pab.M. Tierra Estella-Lizarreria | 1.900 Zuschauer Spielbericht | Itxako Reyno De Navarra Turei 9            | 26 : 25 (10 : 14) | C.S. "Oltchim" Rm. Valcea 8 Vizitiu         |
| 13. Februar 2011, So. 19:30 Uhr in Podgorica, S.C. Moraca                    | 4.500 Zuschauer Spielbericht | ŽRK Budućnost Podgorica Bulatović 6        | 32 : 29 (17 : 12) | RK Krim 11 Lekić                            |
| 20. Februar 2011, So. 18:00 Uhr in Râmnicu Vâlcea, "Traian" Sport Hall       | 2.000 Zuschauer Spielbericht | C.S. "Oltchim" Rm. Valcea Ardean Elisei 8  | 31 : 27 (14 : 14) | RK Krim 10 Penezić                          |
| 20. Februar 2011, So. 19:00 Uhr in Estella, Pab.M. Tierra Estella-Lizarreria | 1.800 Zuschauer Spielbericht | Itxako Reyno De Navarra Martín Berenguer 7 | 31 : 26 (16 : 10) | ŽRK Budućnost Podgorica 7 Popović           |
| 4. März 2011, So. 19:30 Uhr in Ljubljana, Hala Tivoli                        | 3.700 Zuschauer Spielbericht | RK Krim Lekić 7                            | 36 : 40 (19 : 23) | ŽRK Budućnost Podgorica 8 Bulatović         |
| 6. März 2011, So. 18:00 Uhr in Râmnicu Vâlcea, "Traian" Sport Hall           | 2.000 Zuschauer Spielbericht | C.S. "Oltchim" Rm. Valcea Ardean Elisei 6  | 22 : 25 (12 : 11) | Itxako Reyno De Navarra 7 Fernández Molinos |
| 12. März 2011, Sa. 19:00 Uhr in Estella, Pab.M. Tierra Estella-Lizarreria    | 1.800 Zuschauer Spielbericht | Itxako Reyno De Navarra Cabral Barbosa 10  | 25 : 24 (15 : 13) | RK Krim 8 Mavsar                            |
| 13. März 2011, So. 19:30 Uhr in Podgorica, S.C. Moraca                       | 4.500 Zuschauer Spielbericht | ŽRK Budućnost Podgorica Bulatović 9        | 32 : 21 (16 : 09) | C.S. "Oltchim" Rm. Valcea 5 Vizitiu         |
| 19. März 2011, Sa. 17:30 Uhr in Ljubljana, Hala Tivoli                       | 2.500 Zuschauer Spielbericht | RK Krim Mavsar 7                           | 37 : 30 (17 : 19) | C.S. "Oltchim" Rm. Valcea 6 Ardean Elisei   |
| 20. März 2011, So. 19:30 Uhr in Podgorica, S.C. Moraca                       | 4.500 Zuschauer Spielbericht | ŽRK Budućnost Podgorica Jovanović 7        | 30 : 22 (15 : 13) | Itxako Reyno De Navarra 8 Cabral Barbosa    |

### Gruppe B
| Pl. | Mannschaft        | Sp. | S | U | N | T   | GT  | Diff | Pkt |
| --- | ----------------- | --- | - | - | - | --- | --- | ---- | --- |
| 1.  | Győri AUDI ETO KC | 6   | 5 | 0 | 1 | 159 | 131 | +28  | 10  |
| 2.  | Larvik            | 6   | 5 | 0 | 1 | 168 | 129 | +39  | 10  |
| 3.  | Dinamo Volgograd  | 6   | 2 | 0 | 4 | 141 | 180 | −39  | 04  |
| 4.  | HC Leipzig        | 6   | 0 | 0 | 6 | 132 | 160 | −28  | 0   |

| 5. Februar 2011, Sa. 14:00 Uhr in Wolgograd, Sport hall Volgograd   | 1.500 Zuschauer Spielbericht | Dinamo Volgograd Makejewa 6     | 24 : 26 (11 : 14) | Győri AUDI ETO KC 6 Vérten     |
| 5. Februar 2011, Sa. 15:00 Uhr in Leipzig, Arena Leipzig            | 5.200 Zuschauer Spielbericht | HC Leipzig Rösler 5             | 24 : 26 (12 : 13) | Larvik 9 N. Mørk               |
| 12. Februar 2011, Sa. 17:45 Uhr in Larvik, Arena Larvik             | 4.200 Zuschauer Spielbericht | Larvik N. Mørk 10               | 41 : 20 (24 : 09) | Dinamo Volgograd 4 Chmyrowa    |
| 13. Februar 2011, So. 18:15 Uhr in Győr, Magvassy Mihaly Sporthalle | 2.500 Zuschauer Spielbericht | Győri AUDI ETO KC Spiridon 6    | 25 : 20 (11 : 08) | HC Leipzig 5 Lyksborg          |
| 19. Februar 2011, Sa. 14:00 Uhr in Wolgograd, Sport hall Volgograd  | 1.500 Zuschauer Spielbericht | Dinamo Volgograd Kotschetowa 10 | 25 : 22 (12 : 07) | HC Leipzig 12 Kudłacz          |
| 19. Februar 2011, Sa. 17:45 Uhr in Larvik, Arena Larvik             | 3.400 Zuschauer Spielbericht | Larvik Larsen 5                 | 16 : 25 (07 : 17) | Győri AUDI ETO KC 5 Amorim     |
| 5. März 2011, Sa. 14:00 Uhr in Wolgograd, Sport hall Volgograd      | 1.400 Zuschauer Spielbericht | Dinamo Volgograd Milova 8       | 23 : 32 (11 : 16) | Larvik 12 Sulland              |
| 6. März 2011, So. 14:30 Uhr in Leipzig, Arena Leipzig               | 3.784 Zuschauer Spielbericht | HC Leipzig Kudłacz 10           | 24 : 29 (10 : 16) | Győri AUDI ETO KC 12 Görbicz   |
| 12. März 2011, Sa. 16:45 Uhr in Larvik, Arena Larvik                | 2.300 Zuschauer Spielbericht | Larvik Løke 9                   | 29 : 19 (14 : 10) | HC Leipzig 6 Kudłacz           |
| 13. März 2011, So. 18:15 Uhr in Győr, Magvassy Mihaly Sporthalle    | 2.600 Zuschauer Spielbericht | Győri AUDI ETO KC Görbicz 10    | 36 : 23 (18 : 13) | Dinamo Volgograd 6 Kotschetowa |
| 19. März 2011, Sa. 15:00 Uhr in Leipzig, Arena Leipzig              | 2.200 Zuschauer Spielbericht | HC Leipzig Kudłacz 9            | 23 : 26 (13 : 12) | Dinamo Volgograd 8 Kotschetowa |
| 20. März 2011, So. 18:15 Uhr in Győr, Magvassy Mihaly Sporthalle    | 2.600 Zuschauer Spielbericht | Győri AUDI ETO KC Amorim 5      | 18 : 24 (09 : 12) | Larvik 6 Johansen              |

## Halbfinale

### Qualifizierte Teams
Für das Halbfinale qualifiziert waren:
| Gruppen 1. ŽRK Budućnost Podgorica Győri ETO KC | Gruppen 2. Itxako Reyno De Navarra Larvik HK |

Im Halbfinale spielte immer der Gruppenerste gegen den Gruppenzweiten der anderen Gruppe.

Der Gruppenerste hatte das Recht das Rückspiel zu Hause auszutragen.

Die Hinspiele fand am 9. April 2011 statt. Die Rückspiele fand am 17. April 2011 statt.

### 1. Halbfinale
| Mannschaft 1 | Mannschaft 2            | Hinspiel             | Rückspiel            | Gesamt  |
| ------------ | ----------------------- | -------------------- | -------------------- | ------- |
| Larvik HK    | ŽRK Budućnost Podgorica | 09.04. Sa. 17:15 Uhr | 17.04. So. 19:30 Uhr | 52 : 44 |
| Larvik HK    | ŽRK Budućnost Podgorica | 25 : 20 (13 : 10)    | 27 : 24 (15 : 10)    | 52 : 44 |

#### Hinspiel
Larvik HK – ŽRK Budućnost Podgorica  25 : 20 (13 : 10)
9. April 2011 in Larvik, Arena Larvik, 2.200 Zuschauer.
Larvik HK: Rantala, Leganger – Hammerseng (6), Larsen   (6), N. Mørk (4), Riegelhuth  (3), Løke (2), Sulland (2), Breivang  (1), Stange (1), Breistøl, Johansen, Kristiansen, Medvedeva
ŽRK Budućnost Podgorica: Barjaktarović, Knezović – Radičević  (7), Jovanović  (3), Popović (3), Đokić (2), Radović   (2), Mehmedović (1), Miljanić (1), Pacovská (1), Bulatović , Kindl , Knežević, Vukčević
Schiedsrichter:  Walerija Gussewa & Stella Wartanjan
Quelle: Spielbericht

#### Rückspiel
ŽRK Budućnost Podgorica – Larvik HK  24 : 27 (10 : 15)
17. April 2011 in Podgorica, S.C. Moraca, 4.500 Zuschauer.
ŽRK Budućnost Podgorica: Vukčević, Knezović – Popović  (9), Jovanović  (5), Miljanić  (3), Kindl (2), Radičević  (2), Đokić (1), Mehmedović   (1), Radović (1), Bulatović   , Knežević, Pacovská, Vukčević
Larvik HK: Rantala, Leganger – Riegelhuth  (5), Sulland (5), Johansen (4), Løke (4), Hammerseng   (3), Larsen (3), Medvedeva (1), N. Mørk (1), Stange (1), Breistøl, Breivang  , Kristiansen,
Schiedsrichter:  Charlotte Bonaventura & Julie Bonaventura
Quelle: Spielbericht

### 2. Halbfinale
| Mannschaft 1            | Mannschaft 2 | Hinspiel             | Rückspiel            | Gesamt  |
| ----------------------- | ------------ | -------------------- | -------------------- | ------- |
| Itxako Reyno de Navarra | Győri ETO KC | 09.04. Sa. 19:00 Uhr | 17.04. So. 17:30 Uhr | 50 : 45 |
| Itxako Reyno de Navarra | Győri ETO KC | 26 : 21 (13 : 11)    | 24 : 24 (12 : 10)    | 50 : 45 |

#### Hinspiel
Itxako Reyno de Navarra – Győri ETO KC  26 : 21 (13 : 11)
9. April 2011 in Estella, Pab.M. Tierra Estella-Lizarreria, 2.200 Zuschauer.
Itxako Reyno de Navarra: Stefani Gava, Navarro Giménez – Turei  (5), Martín Berenguer  (4), Aguilar Díaz (3), Cabral Barbosa   (3), Pena Abaurrea (3), Șoit  (3), Fernández Molinos  (2), Egozkue Extremado (1), Kurbanova (1), Pinedo Sáenz (1), Barno San Martin, Tervel
Győri ETO KC: Haraldsen, Pálinger – Brădeanu   (7), Hornyák (3), Mravikova (3), Görbicz (2), Mayer (2), Gros  (1), Kovacsics  (1), Spiridon   (1), Verten (1), Amorim , Kurucz , Orbán
Schiedsrichter:  Michal Badura & Jaroslav Ondogrecula
Quelle: Spielbericht

#### Rückspiel
Győri ETO KC – Itxako Reyno de Navarra  24 : 24 (10 : 12)
17. April 2011 in Győr, Magvassy Mihaly Sporthalle, 2.800 Zuschauer.
Győri ETO KC: Haraldsen, Pálinger – Görbicz (8), Hornyák (4), Amorim   (2), Gros (2), Kovacsics (2), Mravikova  (2), Verten (2), Brădeanu (1), Mayer (1), Orbán, Schatzl, Spiridon  
Itxako Reyno de Navarra: Stefani Gava, Navarro Giménez – Alonso  (7), Cabral Barbosa  (5), Aguilar Díaz (3), Turei (3), Șoit  (2), Egozkue Extremado (1), Fernández Molinos    (1), Pena Abaurrea (1), Pinedo Sáenz (1), Barno San Martin , Martín Berenguer , Tervel 
Schiedsrichter:  Nenad Krstic & Peter Ljubic
Quelle: Spielbericht

## Finale
Es nahmen die 2 Sieger aus dem Halbfinale teil.

Die Auslosung der Finalspiele fand am 19. April 2011 um 11:00 Uhr (GMT+2) in Wien statt.

Das Hinspiel fand am 7. Mai 2011 statt. Das Rückspiel fand am 14. Mai 2011 statt.
| Mannschaft 1 | Mannschaft 2            | Hinspiel             | Rückspiel            | Gesamt  |
| ------------ | ----------------------- | -------------------- | -------------------- | ------- |
| Larvik HK    | Itxako Reyno de Navarra | 07.05. Sa. 16:45 Uhr | 14.05. Sa. 19:15 Uhr | 47 : 46 |
| Larvik HK    | Itxako Reyno de Navarra | 23 : 21 (08 : 09)    | 24 : 25 (11 : 10)    | 47 : 46 |

### Hinspiel
Larvik HK – Itxako Reyno de Navarra  23 : 21 (08 : 09)
7. Mai 2011 in Larvik, Arena Larvik, 4.500 Zuschauer.
Larvik HK: Rantala, Leganger – Larsen  (8), Løke (6), Mørk (3), Riegelhuth (3), Hammerseng  (2), Johansen (1), Breistøl, Breivang , Kristiansen, Medvedeva, Stange, Sulland
Itxako Reyno de Navarra: Stefani Gava, Navarro Giménez – Cabral Barbosa  (5), Martín Berenguer (5), Fernández Molinos  (3), Pena Abaurrea (3), Turei (3), Alonso (1), Șoit (1), Aguilar Díaz, Barnó, Egozkue Extremado, Pinedo Sáenz, Tervel
Schiedsrichter:  Matija Gubica & Boris Milosevic
Quelle: Spielbericht

### Rückspiel
Itxako Reyno de Navarra – Larvik HK  25 : 24 (10 : 11)
14. Mai 2011 in Pamplona, Pabellon Anaitasuna, 3.500 Zuschauer.
Itxako Reyno de Navarra: Stefani Gava, Navarro Giménez – Martín Berenguer (10), Turei (6), Aguilar Díaz (2), Cabral Barbosa  (2), Șoit (2), Egozkue Extremado (1), Fernández Molinos    (1), Pena Abaurrea (1), Alonso, Barnó     , Pinedo Sáenz   , Tervel
Larvik HK: Rantala, Leganger – Sulland (10), Larsen (4), Johansen (3), Riegelhuth (3), Hammerseng   (2), Breivang    (1), N. Mørk (1), Breistøl , Kristiansen, Løke , Medvedeva, Stange,
Schiedsrichter:  Bernd Methe & Reiner Methe
Quelle: Spielbericht

## Statistiken

### Torschützenliste

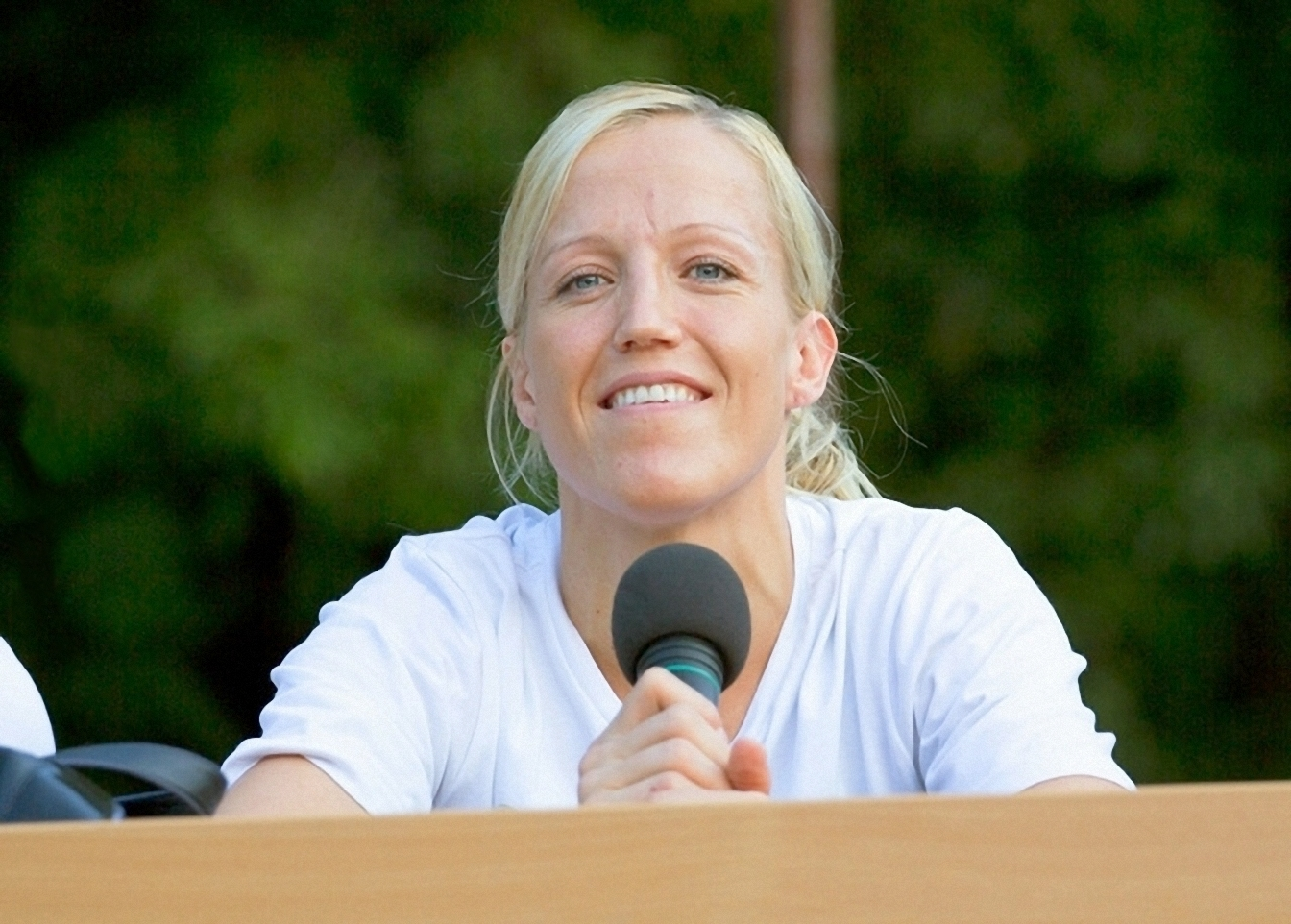
Heidi Løke war mit 99 Treffern Torschützenkönigin

Die Torschützenliste zeigt die zehn besten Torschützinnen in der EHF Champions League der Frauen 2010/11.
Zu sehen sind die Nation der Spielerin, der Name, die Position, der Verein, die gespielten Spiele, die Tore und die Ø-Tore.
Heidi Løke war Torschützenkönigin der EHF Champions League der Frauen 2010/11.
| Pl. | Nation     | Spieler                    | Pos. | Verein                  | Sp. | Tore | Ø    |
| --- | ---------- | -------------------------- | ---- | ----------------------- | --- | ---- | ---- |
| 01. | Norwegen   | Heidi Løke                 | (KM) | Larvik HK               | 16  | 99   | 6,19 |
| 02. | Ungarn     | Anita Görbicz              | (RM) | Győri ETO KC            | 14  | 89   | 6,36 |
| 03. | Montenegro | Katarina Bulatović         | (RR) | ŽRK Budućnost Podgorica | 14  | 85   | 6,07 |
|     | Montenegro | Bojana Popović             | (RL) | ŽRK Budućnost Podgorica | 14  | 85   | 6,07 |
| 05. | Portugal   | Alexandrina Cabral Barbosa | (RL) | Itxako Reyno De Navarra | 16  | 84   | 5,25 |
| 06. | Polen      | Karolina Kudłacz           | (RL) | HC Leipzig              | 12  | 79   | 6,58 |
| 07. | Serbien    | Andrea Lekić               | (RM) | Rokometni Klub Krim     | 12  | 72   | 6,00 |
| 08. | Montenegro | Jovanka Radičević          | (RA) | ŽRK Budućnost Podgorica | 14  | 68   | 4,86 |
| 09. | Spanien    | Carmen Martín              | (RA) | Itxako Reyno De Navarra | 15  | 68   | 4,53 |
| 10. | Norwegen   | Nora Mørk                  | (RA) | Larvik HK               | 16  | 68   | 4,25 |